# Altus (Arkansas)
Altus es una ciudad ubicada en el condado de Franklin en el estado estadounidense de Arkansas. En el Censo de 2010 tenía una población de 758 habitantes y una densidad poblacional de 161,16 personas por km².
El nombre de la ciudad significa alto en latín. Cuando el Ferrocarril de Iron Mountain se estaba construyendo en el valle del río Arkansas en los años 1870 desde Little Rock hasta la frontera con Oklahoma en Fort Smith, Altus era el punto más alto en el trayecto.
Altus alberga a la Our Lady of Perpetual Help Church (Iglesia de Nuestra Señora de la Ayuda Perpetua), la cual es parte del National Register of Historic Places. La iglesia fue construida en 1902 y es conocida por sus pinturas y su arquitectura romana. Tres de las seis bodegas viniculturales de Arkansas se encuentran en la ciudad: Chateau aux Arc Winery, Mount Bethel Winery y Post Familie Winery. Hendrix College fue fundado en Altus, pero fue trasladado a Conway (Arkansas) en 1890. La primera temporada del programa televisivo The Simple Life fue filmada en Altus.

## Geografía
Altus se encuentra ubicada en las coordenadas 35°26′46″N 93°45′50″O / 35.44611, -93.76389. Según la Oficina del Censo de los Estados Unidos, Altus tiene una superficie total de 4.7 km², de la cual 4.7 km² corresponden a tierra firme y (0%) 0 km² es agua.
Altus se encuentra en las montañas Boston entre la meseta de Ozark al norte y las montañas Ouachita al sur. El suelo en la región es del tipo Linker, un limo arenoso, ligeramente ácido, que favorece la producción de vides. Se pueden encontrar varias bodegas viniculturales en el área.

## Demografía
Según el censo de 2010, había 758 personas residiendo en Altus. La densidad de población era de 161,16 hab./km². De los 758 habitantes, Altus estaba compuesto por el 96.31% blancos, el 0.13% eran afroamericanos, el 1.06% eran amerindios, el 1.19% eran asiáticos, el 0.13% eran isleños del Pacífico, el 0.26% eran de otras razas y el 0.92% pertenecían a dos o más razas. Del total de la población el 2.77% eran hispanos o latinos de cualquier raza.

## Educación
La educación en la ciudad está a cargo del Ozark School District (Distrito Escolar de Ozark). El Altus-Denning School District (Distrito Escolar de Altus-Denning) fue cerrado luego de que una ley estatal ordenó que varias escuelas pequeñas se unieran a escuelas cercanas más grandes.